# 中國投資基金國際控股
中國投資基金國際控股有限公司，（英語：China Investment Fund International Holdings Limited，港交所：612），為在開曼群島註冊成立之獲豁免有限公司，其股份自二零零二年一月二日起在香港聯合交易所有限公司上市，主要從事投資上市公司及非上市公司证券，范围包括房地产投资开发、 旅游综合开发、文化产业项目开发、矿产开发、农业和林业投资、珠宝、金融、生物科技项目。中國投資基金國際控股是俗稱「21章公司」之一。第21章指香港上市條例第21章，規管上市基金公司。
總部位於香港九龍柯士甸道西一號環球貿易廣場66樓，而股份則在2002年1月2日於香港交易所主板上市。原名中国投资基金有限公司，2016年10月3日，更名为中国投资基金国际控股有限公司。2017年7月1日，主要股東深圳市鼎益豐資產管理股份有限公司向本集團提供墊款總額為65,157,684港元，而墊款總額為無抵押、免息且無固定還款期。2017年5月4日，中投国际由原地址香港国际金融中心（IFC）迁至环球贸易广场（ICC）。
2016年6月，公司獨立董事姚緣指控公司主席隋廣義利用公司，操縱其他細價股股價及非法集資。隋廣義亦擁有另一間公司鼎益豐。記者訪問大律師陸偉雄尋求意見，陸偉雄指「如果專登開咗好多戶口，去炒貴啲股票，即是人為因素，並不是由市場決定價格，開幾十個戶口都係職員的，就係典型造市」。
同年6月6日，公司引述深圳市福田警署消息，反指姚緣被執法機構列為「經濟犯罪通緝犯」。公司又公佈，公司另一股東范偉勇，「透過高等法院，向公司、主席隋廣義、行政總裁陸侃民等人提出申索，指一眾被告傳播虛假及具誤導成份的資料，造成疏忽錯誤陳述、詐騙及違反董事職務等，以追討賠償。」

## 連結
- cifund.com.hk/zh-hant（页面存档备份，存于）
- Irasia.com/listco/hk/cif（页面存档备份，存于）